# 那須とりっくあーとぴあ
那須とりっくあーとぴあ（なすとりっくあーとぴあ）は、栃木県那須郡那須町にある、体験型アートのトリックアート美術館。

## 概要
日本最大級のトリックアートのテーマパークとして、「トリックアートの館」、「トリックアート迷宮？館」、「ミケランジェロ館」の3つのトリックアート美術館で構成されている。最も古い「トリックアートの館」は1992年に開館しており、現存する最古のトリックアート美術館である。トリックアートの創始者である「剣重和宗」が創立したトリックアート制作会社エス・デーの本拠地でもある。敷地面積、作品数など、制作拠点に相応しく日本最大規模のトリックアートのテーマパークである。

## 沿革
- 1992年 - トリックアートの館　オープン
- 1994年 - 天使の花冠美術館　オープン
- 1997年 - ミケランジェロ館　オープン
- 2000年 - トリックアートによる「システィーナ礼拝堂」完成
- 2005年 - 天使の花冠美術館を総リニューアルし「トリックアート迷宮？館」に改名
- 2009年 - トリックアートの館　総リニューアル
- 2012年 - トリックアート迷宮？館　リニューアル

## 施設概要
トリックアートの館
- ペンションを改造して創られ、建物の構造を利用したトリックアートのいたずらがたくさん隠されている。
- 遊園地や動物、水族館などテーマパークをモチーフにした作品が多く展示されている。

トリックアート迷宮？館
- 魔法の世界（ファンタジーやマジック）をトリックアートで実現し、体験できる作品やクイズなどが多く展示されている。
- 道路側に新しい作品として展示された「自販機、溶けちゃった」[3]は、インスタ映えするフォトスポットとして人気である。

ミケランジェロ館
- イタリアルネサンスの3大巨匠（ミケランジェロ、ダ・ヴィンチ、ラファエロ）の名作とトリックアートが融合しており、手書きによる日本最大級の天井画と壁画のシスティーナ礼拝堂は圧巻。
- 「トリックアートの館」とその他の2館は600m場所が離れており、移動が必要である。それぞれの館に駐車場は完備されている。

## 開館時間・休館日
- 開館時間
  - 9:30 - 18:00
- 夏期営業時間 (8月1日－8月31日)
  - 9:00 - 18:00
- 冬期営業時間（10月1日－3月31日）
  - 9:30 - 17:00
- 休館日
  - 年中無休。但し、メンテナンスによる休館日はある。

## 料金
- 入館料
  - 単館券（1館のみ）
    - 大人（高校生以上） 1,300円
    - 小中学生 800円

  - 2館共通券（3館より2館を選択して入館が可能）
    - 大人（高校生以上） 2,100円
    - 小中学生 1,400円

  - 3館共通券（すべての美術館に入館できる）
    - 大人（高校生以上） 2,800円
    - 小中学生 1,900円

## 所在地
- 所在地：栃木県那須郡那須町大字高久甲上ノ台5760

## アクセス
- 自動車利用
  - 東北自動車道・那須インターチェンジより８分
  - 東北自動車道・那須高原スマートインターチェンジより12分
- 公共機関利用
  - 東北新幹線・那須塩原駅より車で30分
  - JR宇都宮線・黒磯駅より車で20分
  - 那須シャトルバス（那須高原観光周遊バス）キュービー号「那須とりっくあーとぴあ」下車